# 야나 플로트코바
야나 플로트코바(Jana Plodková, 1981년 8월 5일 ~ )는 체코의 배우이다. 2009 체코 사자상 여우주연상 수상자이다.

## 출연 작품
- 로스트 인 무니치 (2015)
- 마이 2 (2014)